# Disphragis muscosa
Disphragis muscosa är en fjärilsart som beskrevs av Edwards 1884. Disphragis muscosa ingår i släktet Disphragis och familjen tandspinnare. Inga underarter finns listade i Catalogue of Life.